# Borsippa
Borsippa, ou Barzipa, est une ville antique de Mésopotamie. Elle correspond au site actuel de Birs Nimrud, à environ 20 km au sud-ouest de Babylone. C’est la cité du dieu du savoir et de la sagesse, Nabu, et de sa parèdre, Tashmêtum.

## Fouilles
Le tell est connu depuis longtemps car les restes de la ziggourat de Nabû sont encore imposants, puisqu’ils s’élèvent à 47 mètres de hauteur. Celle-ci avait d’ailleurs parfois été identifiée à tort comme la Tour de Babel. Les premiers coups de pioches y sont portés entre 1852 et 1854 par une équipe dirigée par Jules Oppert. C’est Henry Rawlinson qui identifie le site en 1855. Hormuzd Rassam va sur le site entre 1879 et 1882, qui fait par la suite l’objet de fouilles clandestines. Robert Koldewey y fouille brièvement en 1902, et dégage la zone sacrée. Ce n’est qu’au début des années 1980 qu’une équipe d’archéologues autrichiens de l'Université d'Innsbruck dirigée par Helga Trenkwalder revient sur le site, pour le fouiller de manière plus convenable, en particulier la ziggurat, jusqu'en 2000. Depuis 2023, après une pause de 20 ans dans les fouilles, Sandra Heinsch et Walter Kuntner dirigent les excavations archéologiques dans l'ancienne ville de Borsippa.

## Histoire
Borsippa existait peut-être dès l’époque d’Ur III. Elle prend de l’importance à la période paléo-babylonienne (première moitié du IIe millénaire), où elle est un centre important du royaume de Babylone, auquel elle appartient dès lors. On sait qu'Hammurabi y restaure l'Ezida, le temple principal de la ville. Borsippa est cependant mieux connue tant historiquement qu’archéologiquement pour le Ier millénaire av. J.-C. Si elle subit les aléas politiques du temps (exactions des Araméens et des Chaldéens, invasions assyriennes, révoltes), elle prend néanmoins de l’importance grâce à sa divinité tutélaire, Nabû, qui est l’un des dieux les plus vénérés de la période, en particulier par les rois assyriens et babyloniens. C’est donc une ville sainte important lieu de pèlerinage. L’Ezida, et sa ziggourat, Eurmeiminanki, sont restaurés par les rois chaldéens de Babylone Nabopolassar et son fils Nabuchodonosor II (qui portent de manière significative des noms théophores invoquant Nabû). Quelques lots d’archives ont été retrouvés pour cette période, ainsi que pour la seconde moitié du Ier millénaire.
Après la chute du royaume babylonien en 539, et la constitution de l’Empire perse achéménide, Borsippa reste une cité importante. Les archives administratives s’arrêtent après la répression de la révolte qui a lieu sous le règne de Xerxès Ier comme à Babylone, mais les archives du temple continuent jusqu’à la période séleucide. Strabon visite la ville à la fin du Ier siècle av. J.-C., où il mentionne l’existence d’un culte à Apollon (Nabû) et Artémis (Tashmêtum), ainsi que la présence de nombreuses chauves-souris dans la ville. L’inscription la plus récente trouvée à Borsippa date du IVe siècle de notre ère. La ville dut donc être abandonnée vers le milieu du Ier millénaire ap. J.-C.